# Bofete
Bofete es un municipio brasileño del estado de São Paulo. Se localiza a una latitud 23º06'08" Sur y a una longitud 48º15'28" Oeste, estando a una altitud de 576 metros. Su población estimada en 2004 era de 8.223 habitantes.
Posee un área de 653,36 km². 

## Demografía
Datos del Censo - 2000
Población Total: 47337
- Urbana: 44.216
- Rural: 2.125
- Hombres: 26.859
- Mujeres: 27.016

Densidad demográfica (hab./km²): 11,26
Mortalidad infantil hasta 1 año (por mil): 9,79
Expectativa de vida (años): 74,85
Tasa de fertilidad (hijos por mujer): 3,03
Tasa de Alfabetización: 87,71%
Índice de Desarrollo Humano (IDH-M): 0,791
- IDH-M Salario: 0,707
- IDH-M Longevidad: 0,831
- IDH-M Educación: 0,836

(Fuente: IPEADATA)

## Hidrografía
- Río de Santo Inácio
- Río del Pescado

## Carreteras
- SP-141
- SP-147
- SP-280